# Jürgen Moltmann

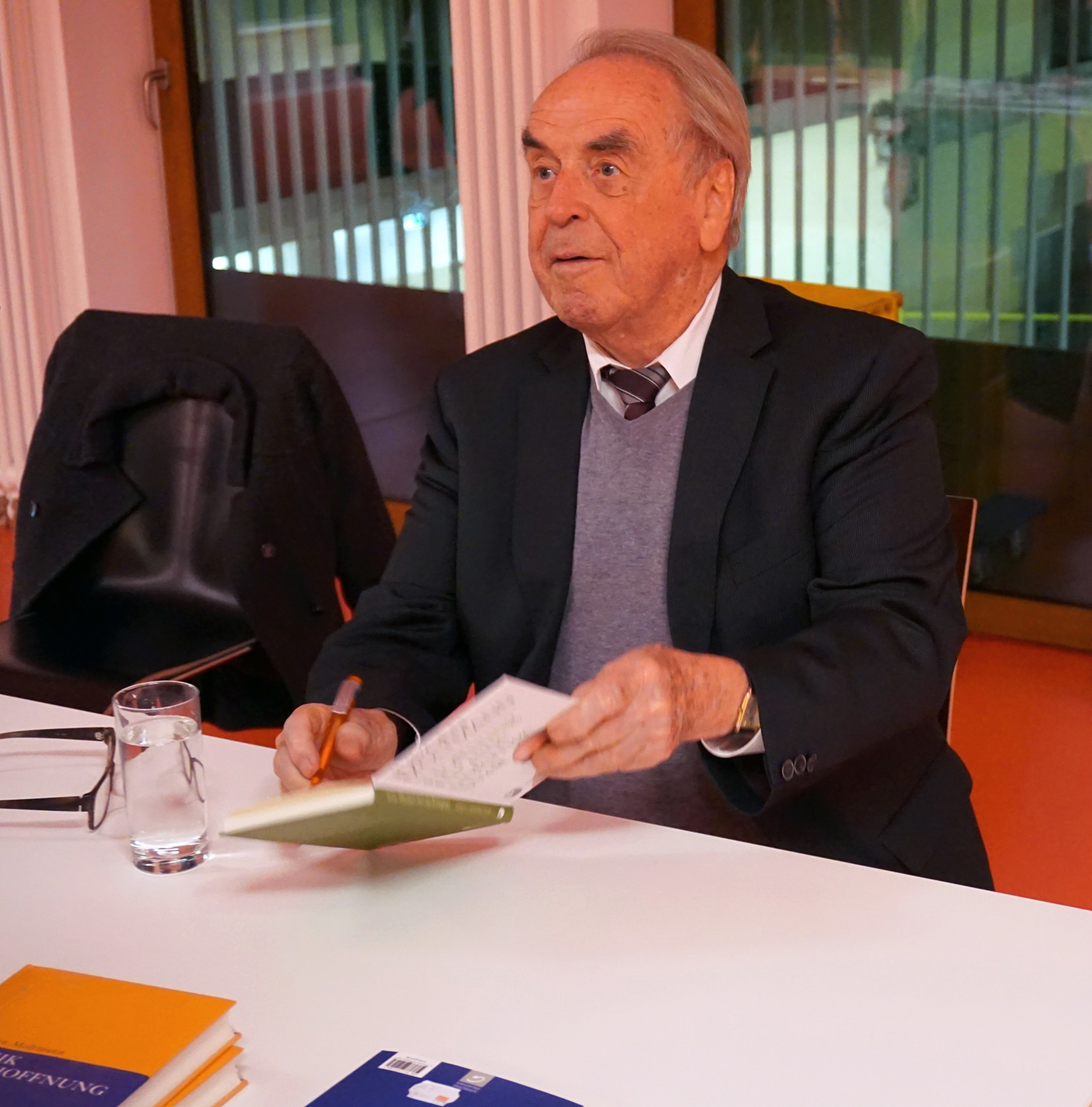
Jürgen Moltmann (2016)

Jürgen Moltmann (* 8. April 1926 in Hamburg; † 3. Juni 2024 in Tübingen) war ein deutscher evangelisch-reformierter Theologe und Hochschullehrer. Von 1967 bis 1994 war er Professor für Systematische Theologie in Tübingen.

## Leben
Moltmann, der in einer unkirchlichen Familie aufwuchs, absolvierte 1944 in Hamburg das Notabitur, geriet als wehrdienstleistender Luftwaffenhelfer am Ende des Zweiten Weltkriegs in britische Kriegsgefangenschaft. Dort sei er nach eigenen Angaben „zum christlichen Glauben gekommen“ und begann noch in Kriegsgefangenschaft ein Studium der Evangelischen Theologie, das er 1948 an der Universität Göttingen bis 1952 fortsetzte. Dort wurde er von Hans Joachim Iwand, Gerhard von Rad und vor allem von Otto Weber beeinflusst, bei dem er eine Dissertation über die Prädestinationslehre des französischen reformierten Theologen Moyse Amyraut schrieb, mit der er auch zum Dr. theol. promoviert wurde. Er hat sich zeit seines Lebens selbst als reformierter Theologe – mit ökumenischer Gesinnung – verstanden.
Ab 1952 war er Vikar, Pastor in Bremen-Wasserhorst an der evangelischen Kirche Wasserhorst sowie Studentenpfarrer. Zur Kirchengemeinde Wasserhorst hielt er lebenslang Kontakt.
Im Jahr 1957, fast zeitgleich mit der Habilitation über Christoph Pezel, erhielt er während seiner Lehrtätigkeit als Privatdozent an der Universität Göttingen einen Ruf auf eine Professur an der Kirchlichen Hochschule Wuppertal, die er ab 1958 ausübte, zeitweise als Rektor. 1963 wechselte er als Ordinarius an die Universität Bonn. 1967/1968 war er Gastprofessor in den Vereinigten Staaten von Amerika. Von 1967 bis zu seiner Emeritierung 1994 arbeitete er als ordentlicher Professor für Systematische Theologie an der Eberhard-Karls-Universität Tübingen.
Moltmann war seit 1952 mit der 2016 verstorbenen feministischen Theologin Elisabeth Moltmann-Wendel verheiratet und hatte vier Töchter.
Der Theologe verstand sich als linksprogressiv: „Als in der Nachkriegszeit Adenauer und Dibelius die alten Verhältnisse von Staat und Kirche von 1933, die Hitler doch nicht verhindert hatten, restaurierten, schloß ich mich den politik- und kirchenkritischen Nachfolgegruppen der Bekennenden Kirche an.“ Seit 1978 war er Mitglied der Christlichen Friedenskonferenz. Von 1963 bis 1983 war er Mitglied der Kommission für Glauben und Kirchenverfassung und von 1977 bis 1993 Vorsitzender der Gesellschaft für Evangelische Theologie.
Moltmann war langjähriger Mitherausgeber der Zeitschriften Verkündigung und Forschung, Evangelische Kommentare und Evangelische Theologie sowie der Buchreihe Beiträge zur Geschichte und Lehre der reformierten Kirche.

## Hauptwerke
1964 erschien mit Theologie der Hoffnung das Werk, das ihm internationale Anerkennung verschaffte; 1972 Der gekreuzigte Gott, seine stark trinitarisch geprägte Christologie; 1975 Kirche in der Kraft des Geistes, eine Kirchenlehre, welche die christliche Kirche als Gemeinschaft im Geiste Jesu auffasst. Die drei Bücher, obwohl unabhängig voneinander entstanden, wurden später meist als Trilogie angesehen, die jeweils von einem Thema aus (Ostern – Karfreitag – Pfingsten) das Ganze der christlichen Theologie in den Blick nehmen.
Gemeinsam mit Pinchas Lapide veröffentlichte er zwei Dialoge zum Verhältnis von Monotheismus und Trinitätslehre (1979) und von Israel und Kirche (1980).
Zwischen 1980 und 1995 erschienen in fünf Bänden seine Systematischen Beiträge zur Theologie, in denen er das gesamte Gebiet der Dogmatik neu bearbeitete:
- Trinität und Reich Gottes. Zur Gotteslehre, München 1980
- Gott in der Schöpfung. Ökologische Schöpfungslehre, München 1985
- Der Weg Jesu Christi. Christologie in messianischen Dimensionen, München 1989
- Der Geist des Lebens. Eine ganzheitliche Pneumatologie, München 1991
- Das Kommen Gottes. Christliche Eschatologie, München 1995

Wie nachgeholte Prolegomena zu diesem dogmatischen Entwurf veröffentlichte Moltmann 1999 seine Erfahrungen theologischen Denkens. Wege und Formen christlicher Theologie, eine stark autobiographisch geprägte Rechenschaft über die Grundlagen und Methoden seines theologischen Denkens. 2006 ließ er ihr seine Autobiographie Weiter Raum. Eine Lebensgeschichte folgen.
Die „Ökologische Schöpfungslehre“ geht von dem Bild der „Shechina“, der „Einwohnung“ Gottes in seiner Schöpfung aus. Es ist ein Standardwerk der Schöpfungstheologie und der nachfolgenden Ökotheologie vorwiegend im englischen Raum (Celia Deane-Drummond). „Schöpfung“ interpretiert Moltmann als messianisches Einwohnen Gottes in seinem eigenen Haus (oikos). Es geht für den gläubigen Menschen um Gemeinschaft und Partizipation an den guten Gaben der Schöpfung.
Neben diesen und weiteren Monographien schrieb Moltmann zahlreiche Aufsätze, gesammelt in Perspektiven der Theologie (1968), Umkehr zur Zukunft (1970), Neuer Lebensstil. Schritte zur Gemeinde (1986), Gott im Projekt der modernen Welt (1997), Wissenschaft und Weisheit. Zum Gespräch zwischen Naturwissenschaft und Theologie (2002), „Sein Name ist Gerechtigkeit“. Neue Beiträge zur christlichen Gotteslehre (2008) und In der Geschichte des dreieinigen Gottes. Beiträge zur trinitarischen Theologie (2010). Viele seiner Bücher wurden übersetzt, u. a. ins Englische, Französische, Spanische, Portugiesische, Polnische, Niederländische, Italienische, Japanische und Koreanische.
Moltmann begriff seine Theologie immer auch als politisch verantwortlich (im Sinne der politischen Theologie von Johann Baptist Metz, dessen Entwurf von Moltmanns Theologie der Hoffnung beeinflusst wurde). Wer hoffe, könne nicht schlafen, der müsse anpacken, war seine Grundeinstellung. Hoffnung mache aktiv und wach.

## Ehrungen
Im Jahr 1971 erhielt Moltmann für Theologie der Hoffnung den Literaturpreis der Insel Elba. 1987 wurde er mit dem Sexauer Gemeindepreis für Theologie, 1994 mit dem Ernst-Bloch-Preis und 2000 mit dem Grawemeyer Award für Religion geehrt. 1984/85 durfte er die Gifford Lectures in Edinburgh halten. 2001 erhielt er von Ministerpräsident Erwin Teufel die Verdienstmedaille des Landes Baden-Württemberg. Zu seinem 80. Geburtstag wurde er vom damaligen orthodoxen Erzbischof und Metropoliten von Moldau und Bukowina, Daniel Ciobotea, mit dem „Moldawischen Kreuz“ ausgezeichnet.
Von insgesamt 16 Universitäten (darunter University of St Andrews, Katholieke Universiteit Leuven, University of Nottingham, Universität Alexandru Ioan Cuza Iași, Duke University, Emory University, Kirchliche Hochschule Wuppertal und Universität Pretoria) erhielt er Ehrendoktorwürden (DD, Dr. theol. h. c.)

## Schüler
Jürgen Moltmann hat zahlreiche Dissertationen und Habilitationen betreut. Zu seinem Schülerkreis gehören:
- Michael Welker
- Peter Zimmerling
- Miroslav Volf
- Hans-Georg Link
- Gerhard Marcel Martin
- Konrad Stock
- Johannes Rehm
- Dieter Heidtmann

Zu seinen Assistenten in Tübingen gehörten Karl-Adolf Bauer, Gerhard Marcel Martin,
Konrad Stock,
Reiner Strunk und Rudolf Weth.

## Schriften (Auswahl)
- Gnadenbund und Gnadenwahl: Die Prädestinationslehre des Moyse Amyraut, dargestellt im Zusammenhang der heilsgeschichtlichen-föderaltheologischen Tradition der Akademie von Saumur. Göttingen 1951, DNB 480287031 (Dissertation Georg-August-Universität Göttingen, Theologische Fakultät, 14. April 1952).
- Christoph Pezel (1539–1604) und der Calvinismus in Bremen (= Hospitium ecclesiae. Band 2). Einkehr, Bremen 1958, DNB 480673896 (zugleich Habilitationsschrift Georg-August-Universität Göttingen 27. Februar 1957).
- Die Gemeinde im Horizont der Herrschaft Christi. Neukirchener Verlag, Neukirchen 1959.
- Prädestination und Perseveranz. Geschichte und Bedeutung der reformierten Lehre „de perseverantia sanctorum“. Neukirchener Verlag, Neukirchen 1961.
- (als Hrsg.) Anfänge der dialektischen Theologie (= Theologische Bücherei Band 17), Chr. Kaiser, München 1962/63; 6. Aufl. Gütersloher Verlagshaus, Gütersloh 1995.
- Theologie der Hoffnung. Untersuchungen zur Begründung und zu den Konsequenzen einer christlichen Eschatologie. 1964; Neuausgabe: Gütersloher Verlagshaus, Gütersloh 2005.
- Mensch (= Themen der Theologie Band 11). Kreuz, Stuttgart 1971.
- Der gekreuzigte Gott. Das Kreuz Christi als Grund und Kritik christlicher Theologie. 1972; Neuausgabe: Gütersloher Verlagshaus, Gütersloh 2002.
- Die Sprache der Befreiung. Predigten und Besinnungen. Chr. Kaiser, München 1972.
- Das Experiment Hoffnung. Chr. Kaiser, München 1974.
- Kirche in der Kraft des Geistes. Ein Beitrag zur messianischen Ekklesiologie. 1975; Neuausgabe: Gütersloher Verlagshaus, Gütersloh 2010.
- Zukunft der Schöpfung. Gesammelte Aufsätze. Chr. Kaiser, München 1977.
- Trinität und Reich Gottes. Zur Gotteslehre. 1980; Neuausgabe: Gütersloher Verlagshaus, Gütersloh 1986.
- Gott in der Schöpfung. Ökologische Schöpfungslehre. 1985; Neuausgabe: Gütersloher Verlagshaus, Gütersloh 2015.
- Der Weg Jesu Christi. Christologie in messianischen Dimensionen. Gütersloher Verlagshaus, Gütersloh 1989.
- Der Geist des Lebens. Eine ganzheitliche Pneumatologie. Gütersloher Verlagshaus, Gütersloh 2010 (Erstausgabe 1991).
- Das Kommen Gottes. Christliche Eschatologie. Gütersloher Verlagshaus, Gütersloh 1995.
- Wissenschaft und Weisheit. Zum Gespräch zwischen Naturwissenschaft und Theologie. Gütersloher Verlagshaus, Gütersloh 2002.
- Weiter Raum. Eine Lebensgeschichte. Gütersloher Verlagshaus, Gütersloh 2006.
- Ethik der Hoffnung. Gütersloher Verlagshaus, Gütersloh 2010.
- Der lebendige Gott und die Fülle des Lebens. Auch ein Beitrag zur Atheismusdebatte unserer Zeit. Gütersloher Verlagshaus, Gütersloh 2014.
- Über Geduld, Barmherzigkeit und Solidarität. Gütersloher Verlagshaus, Gütersloh 2018.
- Christliche Erneuerungen in schwierigen Zeiten. Claudius, München 2019.
- Auferstanden in das ewige Leben. Gütersloher Verlagshaus, Gütersloh 2020.
- Hoffnungszeichen. Ein Jürgen-Moltmann-Brevier, ausgewählt von Reiner Strunk. Gütersloher Verlagshaus, Gütersloh 2021.
- Politische Theologie der modernen Welt. Gütersloher Verlagshaus, Gütersloh 2021.
- Weisheit in der Klimakrise. Perspektiven einer Theologie des Lebens. Gütersloher Verlagshaus, Gütersloh 2023.